# Кара-Кудюр
Кара-Кудюр (рос. Кара-Кудюр) — село Улаганського району, Республіка Алтай Росії. Входить до складу Чибілянського сільського поселення.
Населення — 350 осіб (2015 рік).